# Plebicula atlantica
Plebicula atlantica är en fjärilsart som beskrevs av Henry John Elwes 1905. Plebicula atlantica ingår i släktet Plebicula och familjen juvelvingar. Inga underarter finns listade i Catalogue of Life.